# Félix Granda
Félix Granda Buylla (ur. 21 lutego 1868 w Pola de Lena, Hiszpania, zm. 23 lutego 1954 w Madrycie) – hiszpański duchowny, malarz, rzeźbiarz i złotnik pochodzący z Asturii.